# Djuren i Gamla Skogen
Djuren i Gamla Skogen (originaltitel: The Animals of Farthing Wood) är en ungdomsbok från 1979 av den brittiske författaren Colin Dann.

## Handling
En samling djur bor i Gamla Skogen, ett skogsområde som allt mer skövlas av människan. En dag samlar Grävling ihop alla för att tala om att läget är akut, och att de måste finna någon annanstans att bosätta sig. Padda kommer med förslaget att de ska bege sig till Vita Hjortarnas Park, ett naturreservat där de kan känna sig trygga. 
Han själv utses till vägvisare och Räv till ledare. Grävling, Räv, Padda, Mullvad, Kattuggla, Tornfalk, Huggorm, harar, möss, kaniner och sorkar ger sig sedan iväg på den farliga färden mot tryggheten.

## Övrigt
- Djuren i Gamla Skogen såldes till sju andra länder redan innan den hade blivit utgiven i England.
- Den illustrerades av Jacqueline Tettmar.

## Filmatisering
Berättelsen har även blivit en animerad TV-serie som visats i SVT under namnet De vilda djurens flykt